# Sol Invictus (album)
Sol Invictus je sedmé studiové album americké rockové skupiny Faith No More. Vydáno bylo v roce 2015 a jde o první album po osmnácti letech, předchozí desku Album of the Year skupina vydala v roce 1997. Producentem alba byl baskytarista Billy Gould. O zvuk se při nahrávání staral Matt Wallace, který s kapelou v minulosti pracoval i jako producent.

## Seznam skladeb
1. „Sol Invictus“ – 2:37
2. „Superhero“ – 5:15
3. „Sunny Side Up“ – 2:59
4. „Separation Anxiety“ – 3:44
5. „Cone of Shame“ – 4:40
6. „Rise of the Fall“ – 4:09
7. „Black Friday“ – 3:19
8. „Motherfucker“ – 3:33
9. „Matador“ – 6:09
10. „From the Dead“ – 3:06

## Obsazení
- Mike Patton – zpěv
- Jon Hudson – kytara
- Billy Gould – baskytara
- Roddy Bottum – klávesy, zpěv
- Mike Bordin – bicí